# Casimir III de Gniewkowo
Pour les articles homonymes, voir Casimir III.
 (janvier 2016).
Si vous disposez d'ouvrages ou d'articles de référence ou si vous connaissez des sites web de qualité traitant du thème abordé ici, merci de compléter l'article en donnant les références utiles à sa vérifiabilité et en les liant à la section « Notes et références ».
Casimir III de Gniewkowo (en polonais Kazimierz III gniewkowski), de la dynastie des Piasts, est né entre 1280 et 1287, et décédé entre 1347 et 1350.
Il est duc d'Inowrocław (1287-1314), vassal de Venceslas II (à partir de 1300), vassal de la Pologne (à partir de 1306), gouverneur de Tczew (1306-1309), duc de Gniewkowo (à partir de 1314). 

## Biographie
Casimir III de Gniewkowo est le fils cadet de Siemomysl d’Inowrocław et de Salomé, la fille de Sambor II de Tczew. Lorsque son père s’éteint en 1287, il est trop jeune pour régner. Il est sous la protection de sa mère, ensuite sous celle de ses frères Przemysl et Lech. En 1300, il est contraint de rendre un hommage de vassalité à Venceslas II de Bohême. Ce n’est qu’à partir de 1302 qu’il gouverne effectivement avec ses frères. En 1306, avec son frère Przemysl, il devient le vassal de son oncle Ladislas le Bref. En récompense, celui-ci le nomme gouverneur de Tczew, en Poméranie de Gdańsk. En 1309, il perd son poste de gouverneur à la suite de l’invasion de la Poméranie orientale par les chevaliers teutoniques. À la même époque, Casimir et son frère Przemysl entrent en conflit avec l’évêque Gerward. Le conflit dégénère très vite. Les deux frères attaquent la propriété de l’évêque, située à Raciąż, et emprisonnent celui-ci. Ils sont excommuniés. Ce n’est qu’en 1311 qu’un accord est trouvé entre les deux parties.
En 1314, le duché paternel est divisé entre les trois frères. Casimir obtient le petit duché de Gniewkowo. En 1318, il participe à l’assemblée des nobles de Sulejów à la suite de laquelle une supplique est adressée au pape pour que celui-ci autorise Ladislas le Bref à être couronné roi de Pologne. En 1325, son nom est mentionné sur un document rédigé à l’occasion de la conclusion d’une alliance entre Ladislas le Bref et la Poméranie occidentale. 
En 1332, pendant la guerre entre la Pologne et les Teutoniques, la place forte de Gniewkowo est assiégée. Ne voulant pas tomber entre les mains ennemies, Casimir abandonne la place après avoir incendié son château. Les Teutoniques s’emparent de toute la Cujavie et Casimir doit s’exiler. Ce n’est qu’après l’accord de Kalisz de 1343 que Casimir récupère son duché. 
Casimir III de Gniewkowo est mort entre 1347 et 1350, laissant plusieurs enfants, dont Ladislas le Blanc, qui succède à son père à Gniewkowo et qui sera candidat à la succession de Casimir III le Grand.